# Assemblea nazionale (Capo Verde)
L'Assemblea Nazionale di Capo Verde (in portoghese: Assembleia Nacional de Cabo Verde, in creolo capoverdiano: Asenbleia Nacional do Kabu Verdi) è il parlamento monocamerale della Repubblica di Capo Verde.

## Composizione
Il Parlamento di Capo Verde è composto da 72 deputati, aventi mandato quinquennale, eletti con il sistema proporzionale (Metodo D'Hondt) in 13 circoscrizioni plurinominali (10 nazionali e 3 estere). Essi rappresentano il popolo e compongono il potere legislativo del paese, esercitato appunto dall’Assemblea.